# Enghavre (slægt)
Enghavre (Helictotrichon) eller blot Havre er en slægt af græsser, som er udbredt i Alperne og Sydeuropa. Det er stauder med en tueformet vækst og stift oprette blade. Blomsterne bæres på lange, bladløse stængler.

## Arter
Beskrevne arter her på Wikipedia:
- Alpeenghavre (Helictotrichon sempervirens)
- Enghavre (Helictotrichon pratense)
- Dunet enghavre (Helictotrichon pubescens)

## Andre arter
| - Helictotrichon altius - Helictotrichon bromoides - Helictotrichon compressum - Helictotrichon decorum - Helictotrichon desertorum - Helictotrichon hookeri - Helictotrichon mongolicum - Helictotrichon planiculme | - Helictotrichon schellianum - Helictotrichon sedenense - Helictotrichon sulcatum - Helictotrichon tianschanicum - Helictotrichon tibeticum - Helictotrichon turgidulum - Helictotrichon versicolor - Helictotrichon virescens |